# فساد در قرقیزستان
قرقیزستان از نظر شاخص احساس فساد در سال ۲۰۱۹، جایگاه ۱۲۶اُم دنیا را به خود اختصاص داد. با وجود اینکه این کشور از ساختار قانونی خوبی برای مبارزه با فساد برخوردار است، این قوانین به خوبی اجرا نمی‌شود. شدت فساد در این کشور در تمامی سطوح جامعه و حتی ریاست جمهوری به قدری شدید بود که در سال ۲۰۰۵ به شکل‌گیری انقلاب گل لاله در این کشور و برکناری رئیس جمهور وقت یعنی عسگر آقایف و روی کار آمدن قربان‌بیک باقی‌یف انجامید. 
شکل‌های مختلف فساد شامل رشوه غیرمستقیم، پول‌شویی و سوءاستفاده از قدرت در قرقیزستان، جرم شناخته می‌شود. همچنین سازمان‌های دولتی و مردم‌نهادی متعددی در این کشور برای مبارزه با فساد شکل گرفته است. دولت این کشور یک سامانه برخط جدید شناسایی فساد را نیز در مارس ۲۰۱۱ راه‌اندازی کرد و وعده داد که دفتر دادستان کل، مسئولان ارشد دولت و پلیس هر روز به بررسی موارد اعلامی از سوی شهروندان در این سامانه می‌پردازند. با این وجود، بسیاری از افراد به سودمندی این سامانه به دیده تردید می‌نگرند. 